# Popiah

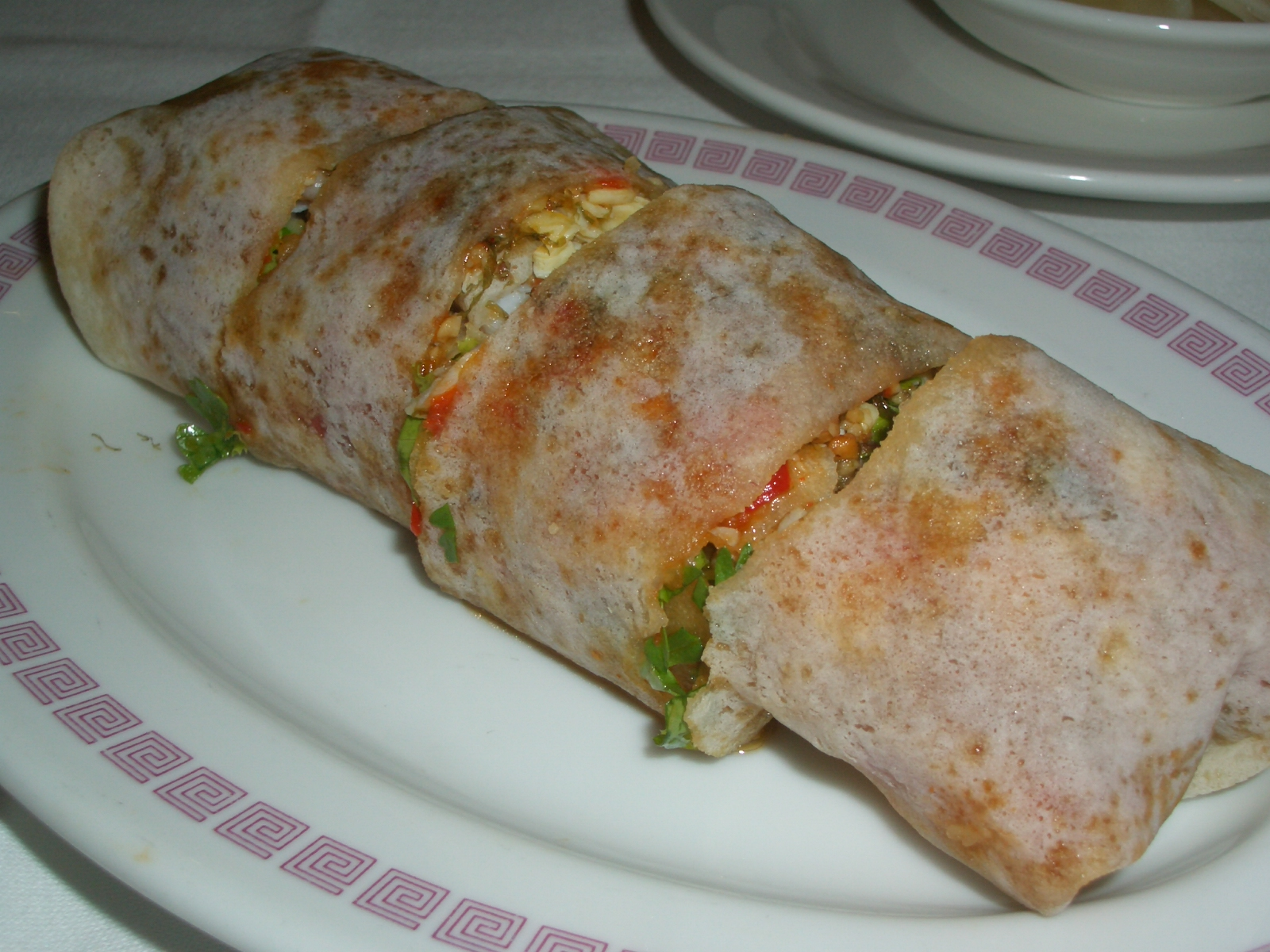
Corte de Popiah.

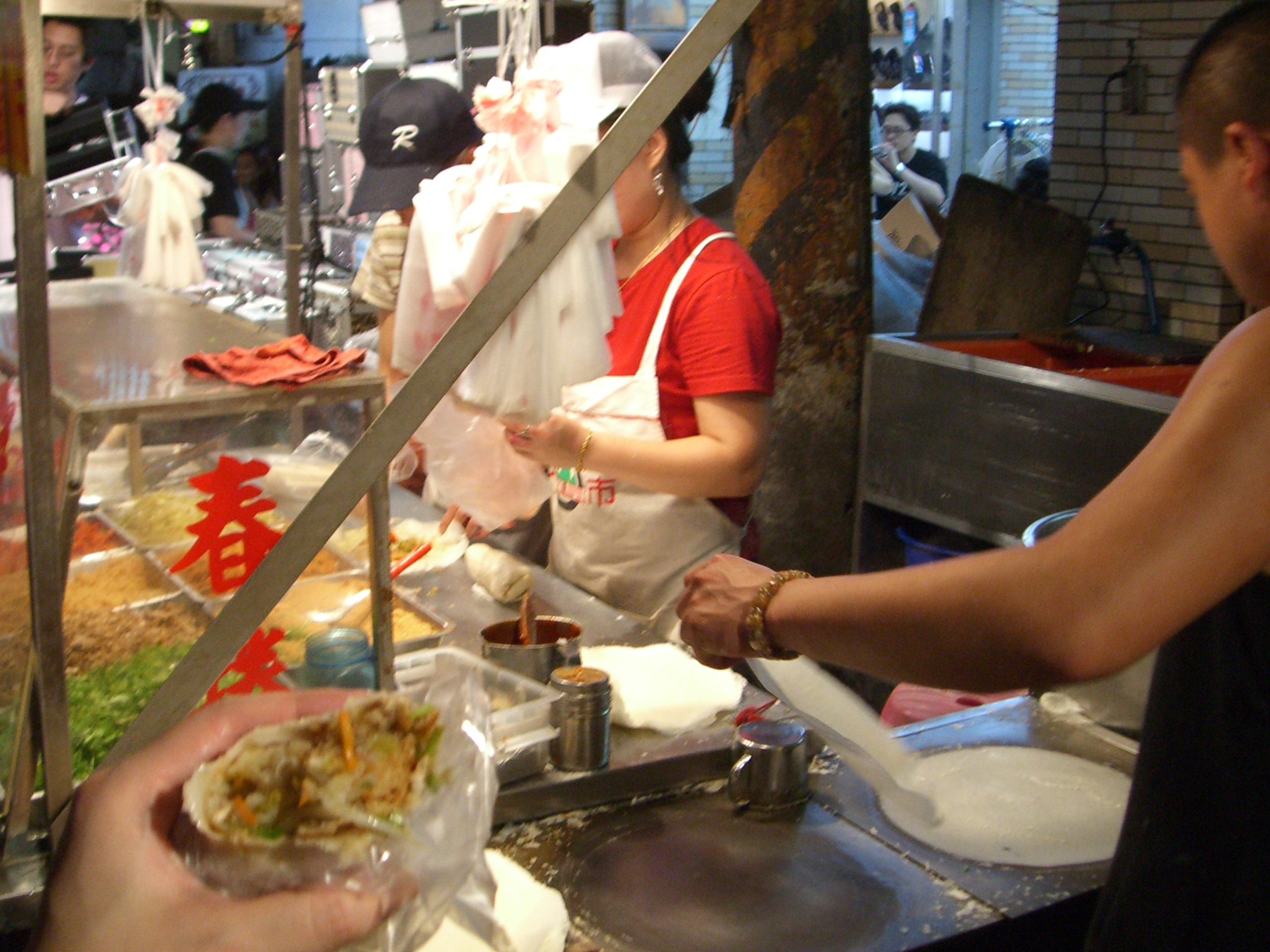
Puesto callejero de venta de popiah en Keelung, Taiwán y un popiah en la parte frontal de la foto.

Un Popiah (en chino simplificado, 薄饼; pinyin, bóbǐng o en chino, 薄皮卷; pinyin, bópíjuǎn) es un alimento muy similar a rollito de primavera al estilo Hokkien muy común en las ciudades y calles de Singapur y Malasia. El Popiah se come a menudo en Fujian en el Festival de Qingming.

## Características
La piel del popiah es una especie de tortita elaborada de harina de trigo y recubierto de una salsa dulce o de una salsa picante, dependiendo de las peticiones que haga el cliente, antes de que sea relleno. El relleno está finamente picado y elaborado al vapor como jicama (conocido localmente como bangkuang), que se trata de una combinación de ingredientes junto con brotes de soja, judías verdes y hojas de lechuga, dependiendo de las características del vendedor callejero, pudiendo llevar también zanahorias picadas, huevo revuelto, etc. Algunos hawkers, en especial los que ofrecen comida no-halal, ponen tiras de cerdo fritas.

## Variantes
En la gastronomía de Singapur y Malasia existen fiestas de "popiah" donde los ingredientes se dejan a la arbitrariedad de los patrocinadores, llegando a hacer variantes muy originales de popiah. Existen formas similares en otras cocinas como son las Lumpiang Sariwa (Filipinas), rollito de primavera (China), bò bía (Vietnam), las fajitas (Tex-Mex).
- Datos: Q3092677
- Multimedia: Popiah / Q3092677